# De Stijl (musikalbum)
De Stijl är det andra albumet av det amerikanska rockbandet The White Stripes. Albumet släpptes år 2000.
De Stijl betyder "Stilen" och är namnet på en nederländsk konströrelse. Även albumets omslag är inspirerat av rörelsen. Sångaren Jack White har beundrat rörelsen länge, och i synnerhet möbeldesignern Gerrit Rietveld. Albumet är tillägnat Gerrit Rietveld samt bluesmusikern Blind Willie McTell. Albumet innehåller en cover på "Southern Can Is Mine" av McTell.
Albumet fick ett visst försäljningsmässigt uppsving efter bandets genombrott med nästföljande album White Blood Cells och nådde 2002 38:e plats på Billboard Top Independent Albums-lista.

## Låtlista
Låtar där inget annat anges är skrivna av The White Stripes.
1. "You're Pretty Good Looking (For a Girl)" - 1:49
2. "Hello Operator" - 2:36
3. "Little Bird" - 3:06
4. "Apple Blossom" - 2:13
5. "I'm Bound to Pack It Up" - 3:09
6. "Death Letter" (Son House) - 4:29
7. "Sister, Do You Know My Name?" - 2:51
8. "Truth Doesn't Make a Noise" - 3:14
9. "A Boy's Best Friend" - 4:22
10. "Let's Build a Home" - 1:58
11. "Jumble, Jumble" - 1:53
12. "Why Can't You Be Nicer to Me?" - 3:22
13. "Your Southern Can Is Mine" (Blind Willie McTell) - 2:29

## Medverkande
- Jack White - gitarr, piano, sång
- Meg White - trummor, tamburin
- John Szymanski - munspel
- Paul Hendry Ossy - fiol på "I'm Bound To Pack It Up", elfiol på "Why Can't You Be Nicer To Me"